# 칸헤리 석굴

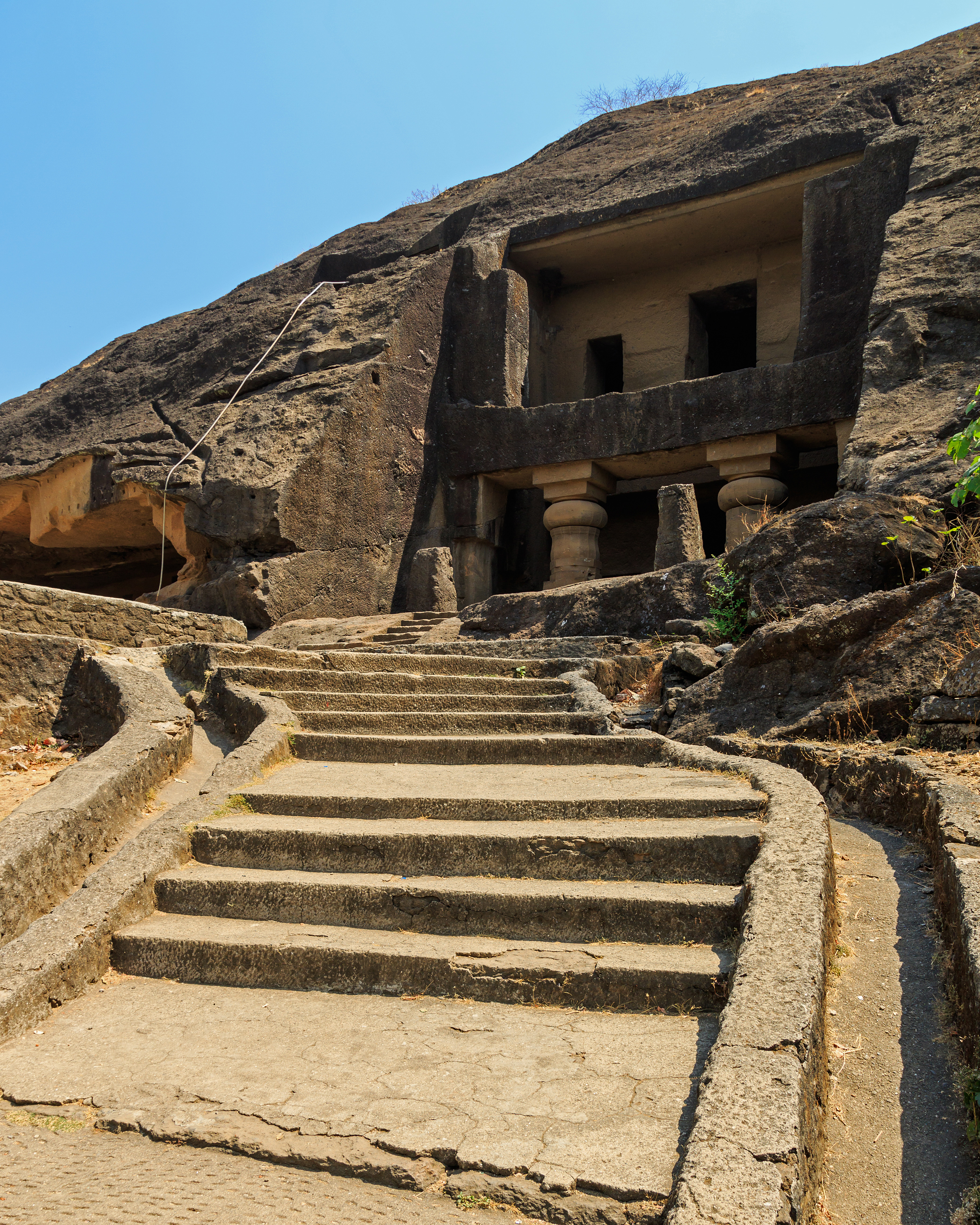

칸헤리 석굴(Kanheri Caves)은 서인도 최대의 석굴 불교사원으로 뭄바이 북쪽의 간디 국립공원에 위치해 있다. 2∼8세기에 조성된 109개의 석굴에는 불상을 비롯한 조각들이 많이 있으며, 특히 석가모니 입상과 불탑 등이 뛰어나다. 

## 같이 보기
- 아잔타 석굴